# Great Meadows-Vienna
Great Meadows-Vienna és una concentració de població designada pel cens dels Estats Units a l'estat de Nova Jersey. Segons el cens del 2000 tenia 1.264 habitants.

## Demografia
Segons el cens del 2000, Great Meadows-Vienna tenia 1.264 habitants, 403 habitatges, i 334 famílies. La densitat de població era de 115,6 habitants/km².
Dels 403 habitatges en un 48,9% hi vivien nens de menys de 18 anys, en un 71,5% hi vivien parelles casades, en un 8,9% dones solteres, i en un 17,1% no eren unitats familiars. En el 12,4% dels habitatges hi vivien persones soles el 5,2% de les quals corresponia a persones de 65 anys o més que vivien soles. El nombre mitjà de persones vivint en cada habitatge era de 3,14 i el nombre mitjà de persones que vivien en cada família era de 3,44.
Per edats la població es repartia de la següent manera: un 33,1% tenia menys de 18 anys, un 5,6% entre 18 i 24, un 30,1% entre 25 i 44, un 24,8% de 45 a 60 i un 6,3% 65 anys o més.
L'edat mediana era de 35 anys. Per cada 100 dones de 18 o més anys hi havia 95,2 homes.
La renda mediana per habitatge era de 70.000 $ i la renda mediana per família de 71.600 $. Els homes tenien una renda mediana de 50.729 $ mentre que les dones 33.229 $. La renda per capita de la població era de 27.688 $. Cap de les famílies i l'1,4% de la població estaven per davall del llindar de pobresa.

## Poblacions més properes
El següent diagrama mostra les poblacions més properes.